# Mary Ann Brown Patten

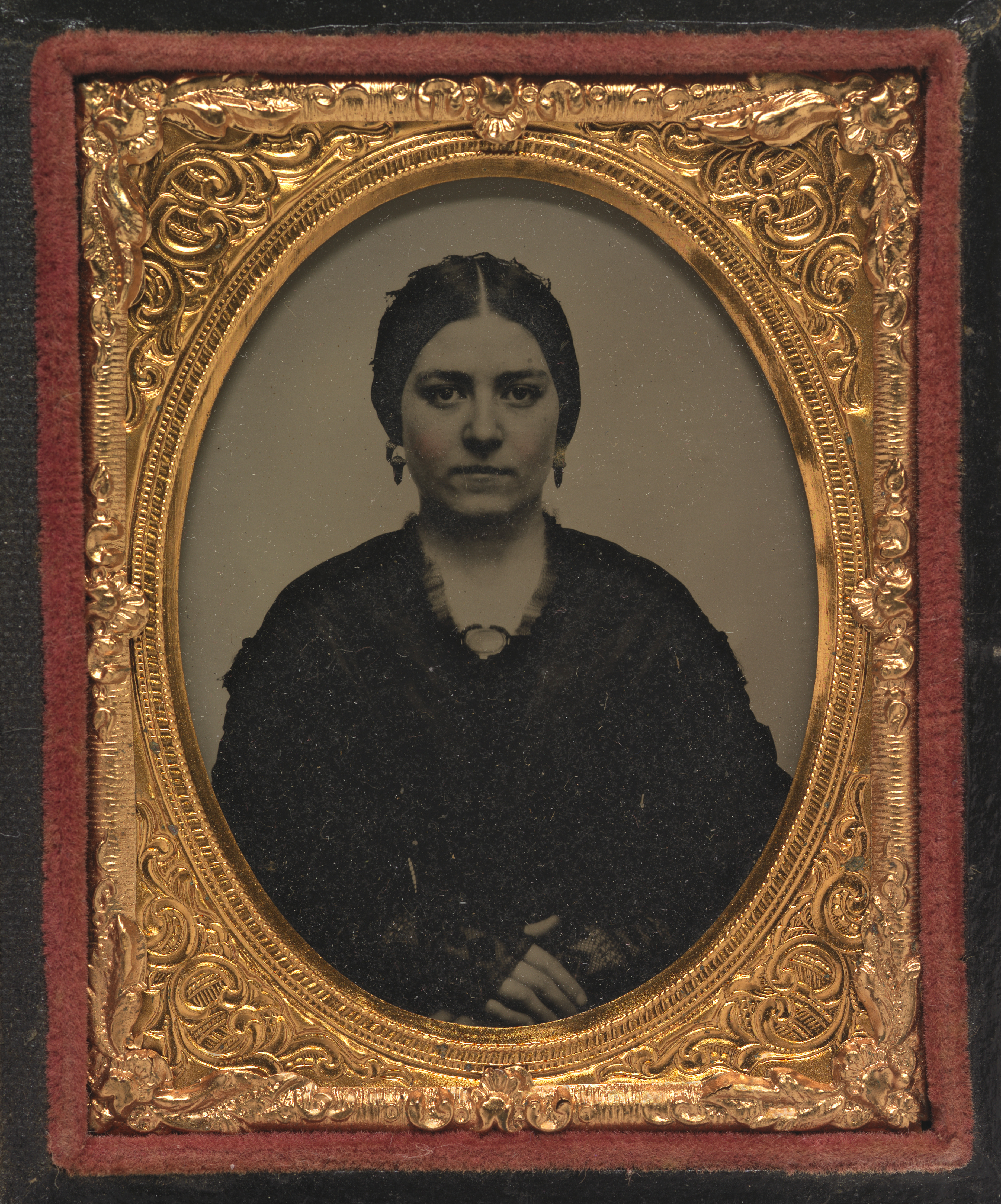
Mary Ann Brown Patten

Mary Ann Brown Patten (* 6. April 1837 in Boston; † 18. März 1861 ebenda) war eine US-amerikanische Navigatorin und Matrosin, sowie für 56 Tage Kommandantin eines schnellen Frachtsegelschiffes.

## Leben
Mary Ann Brown wurde 1837 in Boston als Tochter von George und Elizabeth Brown geboren. Sie wuchs in einer recht wohlhabenden Familie auf und genoss eine gute Ausbildung. Sie interessierte sich sehr für mathematische Berechnungen. Im April 1853 heiratete sie im Alter von 16 Jahren den Kapitän Joshua Adams Patten, der zu dieser Zeit 25 Jahre alt war.

## Erste Reise

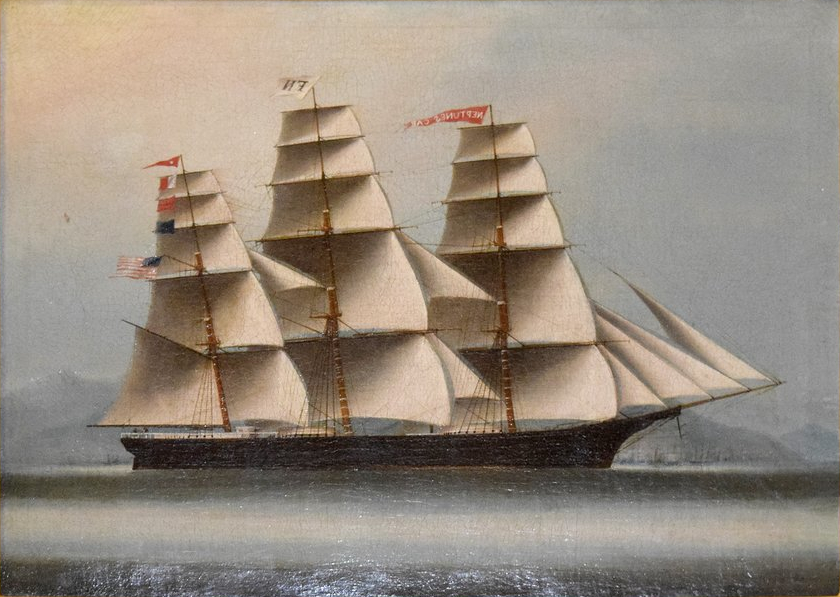
Neptune's Car im Hafen von Hongkong

Joshua Adams Patten erhielt im Jahr 1854 das Angebot, das Schiff Neptune’s Car kurzfristig als Kapitän für eine Reise nach San Francisco zu übernehmen, da der ursprünglich vorgesehene Kapitän krank geworden war. Weil Patten seine junge Frau nicht alleine lassen wollte, erhielt er die Genehmigung, sie auf die Reise mitzunehmen. Auf dieser Reise interessierte sie sich für das Leben auf See und lernte von ihrem Mann die Grundlagen der Navigation, der Meteorologie, der Seile und Segel und der Pflichten anderer Seeleute. Die Reise verlief erfolgreich.

## Reise 1856
Im Juli 1856 startete Joshua Patten erneut als Kapitän der Neptune’s Car eine Fahrt nach San Francisco, auch diesmal war Mary Ann Patten an Bord und sie war schwanger. Bereits im Vorfeld entstand durch die Ankündigung ihres Mannes, diese Fahrt in einer Zeit unter 100 Tagen zu schaffen, ein Wettkampf mit anderen Kapitänen. Im Jahr 1851 hatte Kapitän Josiah Cressey einen Rekord von nur 89 Tagen aufgestellt, der für andere Kapitäne eine Herausforderung war. Auf einer erfolgreichen Reise konnte ein Kapitän 3000 US-Dollar verdienen, bei unter 100 Tagen jedoch hatte er Anspruch auf bis zu 5000 US-Dollar.
Eine möglichst kurze Reisezeit war für die Frachtsegler ein wichtiges Merkmal. Kurz vor Beginn der Reise verunglückte der erste Offizier, brach sich ein Bein und konnte die Reise nicht antreten. Da der Besitzer des Schiffes, die Foster and Nickerson Company, auf umgehenden Beginn der Reise bestand, schickten sie einen anderen Mann namens Keeler als ersten Offizier auf das Schiff.
Nachdem Joshua Patten seinen ersten Offizier mehrfach erwischt hatte, als dieser während seiner Wache eingeschlafen war und das Schiff verlangsamt hatte, indem er die Segel reffte, befahl Patten, dass der Offizier unter Deck eingesperrt werde. Da der zweite Offizier nicht über die nötigen nautischen Kenntnisse verfügte, musste Joshua Patten die Arbeit des ersten Offiziers mit übernehmen. Während des gefährlichsten Teils der Reise, nachdem er das Deck mehrere Tage und Nächte nicht verlassen hatte, brach Joshua Patten auf Deck zusammen und erkrankte an starkem Fieber.
Besatzungsmitglieder fanden ihn und brachten ihn in seine Koje. Patten kämpfte mit schwerem Fieber, litt an Erblindung und Taubheit. Als das Schiff in schwerer See rollte, ließ Mary Patten ihren Mann am Bett festbinden, damit er nicht durch die Kabine geschleudert würde. Sie versuchte das Fieber durch kaltes Wasser zu senken und durchsuchte die medizinischen Bücher des Schiffes, um ihrem Mann zu helfen.
Aus seinem Gefängnis unter Deck bemerkte auch der erste Offizier, dass das Schiff einen erfahrenen Navigator benötigte. Er versuchte die Besatzung zur Meuterei gegen den Kapitän und Mary Patten zu bewegen. Mary Patten hörte davon, versammelte die Mannschaft auf dem Achterdeck und erklärte ihnen den Zustand ihres Mannes. Sie appellierte an die Mannschaft zu ihr zu stehen und ihrem Kommando zu folgen. Sie übernahm im Alter von 19 Jahren und schwanger als erste Frau das Kommando über ein Handelsschiff, seine Mannschaft und eine Fracht im Wert von 300.000 US-Dollar.
Durch die Besitzer des Schiffes, die Foster and Nickerson Company, war extra ein Aufenthalt in New York eingeplant gewesen, damit die Neptune’s Car Kap Hoorn im Frühling passieren würde und den Winterstürmen entgehe. Die Stürme hielten jedoch noch an, als die Neptune’s Car Kap Hoorn bei schwerer See passieren wollte. Mary Patten ordnete einen Richtungswechsel weg aus westlicher Richtung nach Südosten an und am nächsten Tag, als das Wetter ruhiger wurde, bestimmte sie den Standort des Schiffes. Sie waren weit vom Kurs abgekommen und der Ausguck meldete Eisberge. Patten manövrierte durch die Eisberge, umrundete Kap Hoorn und segelte nordwärts, bis etwa 10 Tage vor San Francisco der Wind sich legte und eine Flaute aufkam. Wenn Mary Patten nicht an Deck war, kümmerte sie sich um die Pflege ihres Mannes, der an starkem Fieber litt, das sie nicht senken konnte. Das Schiff erreichte am 15. November 1856 San Francisco. Die Reise hatte 136 Tage gedauert. Kapitän Patten wurde auf einer Trage von Bord ins Krankenhaus gebracht. Mary Patten war zu dieser Zeit im sechsten Monat schwanger und begleitete ihren Mann.

## Rückkehr nach Boston und Tod
Ihre Geschichte verbreitete sich in San Francisco und Zeitungen auf der ganzen Welt griffen sie auf. Mary Patten hatte im Alter von nur 19 Jahren, schwanger und mit der Verantwortung für ihren kranken Mann, ein Handelsschiff mit Fracht im Wert von 300.000 US-Dollar und der Mannschaft, Kap Hoorn umschifft und 5000 Kilometer auf offenem Meer navigiert. Zudem musste sie sich nur einem von drei weiteren Schiffen geschlagen geben, die New York zur gleichen Zeit verlassen hatten wie die Neptune’s Car. Als Belohnung erhielt sie 1000 US-Dollar, eine Summe, die in der Presse und Öffentlichkeit kritisiert wurde, weil ihre Leistung weit höher anzusiedeln sei.
Die Besitzer der Neptune’s Car heuerten einen anderen Kapitän an, der das Schiff zurück nach New York segelte; die Pattens reisten zwei Monate später mit Dampfschiffen, über den Isthmus von Panama und mit der Eisenbahn über New York nach Boston. Der Eigner des Schiffes hatte sich nicht weiter um die Familie gekümmert und nur durch die Unterstützung der Freimaurer, denen Joshua Patten angehörte und die ihnen einen Begleiter und Helfer für die Reise zur Seite stellten, konnten sie Boston in einer zwei Monate dauernden Reise erreichen. Joshua Patten erholte sich nicht. Blind und taub erfuhr er nie, dass Mary zwei Wochen nach der Ankunft, nämlich am 10. März 1857, in Boston einen Sohn geboren hatte, und starb am 25. Juli 1857 an Tuberkulose. Der Boston Courier richtete einen Spendenfonds für Mary Patten und ihr Kind ein. Mary Patten starb knapp vier Jahre später am 18. März 1861 im Alter von 23 Jahren in Boston, ebenfalls an Tuberkulose. Ihr Sohn Joshua blieb unverheiratet und ertrank 1900.

## Würdigung
Über das Leben von Mary Ann Brown Patten schrieb Douglas Kelley den Roman The Captain's Wife.
Nach ihr wurde das Krankenhaus der United States Merchant Marine Academy in Kings Point benannt.